# Jeunesses Patriotes
La Jeunesses Patriotes fu un'organizzazione di estrema destra in Francia, reclutata perlopiù tra studenti universitari e finanziata da industriali. Essa venne istituita nel 1924 da Pierre Taittinger, il quale prese ispirazione dalla Ligue des Patriotes, dai boulangisti e dalle Camicie nere di Benito Mussolini.
Secondo i dati, la lega contava 90.000 aderenti nel 1932, di cui 6000 nella sola Parigi. Molti aderenti erano perlopiù picchiatori da strada guidati da un capo rimasto anonimo chiamato "generale Desofy" ed erano organizzati in Groupes Mobiles, squadre mobili paramilitari composte da cinquanta uomini ciascuna, contraddistinte da giubbotti blu e da berretti del medesimo colore. Il gruppo si prefiggeva di combattere il "pericolo rosso" della politica di sinistra ed in particolare la Cartel des Gauches, rappresentata da Raymond Poincaré.
L'organizzazione si ritirò temporaneamente dall'azione attiva nel 1926, ma tornò in auge nel 1932, dopo la vittoria elettorale del Cartel des Gauches e prese parte alla crisi del 6 febbraio 1934, una dimostrazione anti-parlamentare scoppiata a Parigi nell'ambito dell'affare Stavisky. Nel 1936, il Fronte POpolare mise fuori legge la Jeunesses Patriotes e altri gruppi nazionalisti in Francia.